# Sarbinowo (Myślibórz)
Sarbinowo (deutsch: Steinfeld) ist ein Dorf in der Stadt- und Landgemeinde Myślibórz (Soldin) im Powiat Myśliborski der Woiwodschaft Westpommern in Polen. Das Dorf liegt auf einer Höhe von etwa 86 Metern über dem Meeresspiegel in der Neumark. Das Verwaltungszentrum der Gemeinde in Myślibórz ist etwa sechs Kilometer in östlicher Richtung von Sarbinowo entfernt. Haupteinnahmequelle des Dorfes ist die Landwirtschaft.
Bis 1945 gehört das Dorf zur preußischen Provinz Brandenburg.

## Quelle
- Geographie Sarbinowo